# Harald Jenssen-Tusch (1851-1922)
 Der er flere personer med dette navn, se Harald Jenssen-Tusch (1815-1894).
HaraldJenssen-Tusch (31. december 1851 i Viborg – 19. april 1922) var en dansk officer og redaktør.

## Karriere
Han var søn af officeren af samme navn, blev student 1869, tog året efter filosofikum og blev exam.polyt. 1870. Dernæst begyndte han på officerskarrieren, blev sekondløjtnant i Ingeniørkorpset 1873, premierløjtnant i fodfolket 1875 og gennemgik Hærens Officersskoles ældste klasse. Jenssen-Tusch var 1880–81 til tjeneste i Generalstaben, til 1884, hvor han blev kaptajn, adjudant ved 2. Generalkommando, 1897 oberstløjtnant og 1908 afskediget på grund af svagelighed. Jenssen-Tusch var desuden tegnelærer ved Aarhus Katedralskole i årene 1885-93 og efter sin afsked fra Hæren kontorchef i andelsforsikringsselskabet "Fædrelandet" 1908-11.
Jenssen-Tusch udgav 1886 i Militært Tidsskrift en større afhandling ("Den franske Republiks Hære 1870-71"), redigerede 1891-1903 Militær Tidende og var i årene 1891-97 også bladets udgiver, udgav 1902–05 det personalhistoriske værk Skandinaver i Kongo samt under 1. verdenskrig det populære Verdenskrigen (1914). Han blev Ridder af Dannebrog 1894 og Dannebrogsmand 1901.
1882 ægtede han Elise Nicoline Christiane Kauffmann.